# Pterolophia multivitticollis
Pterolophia multivitticollis là một loài bọ cánh cứng trong họ Cerambycidae.